# García II Jiménez
García Jiménez (García anche in spagnolo, in galiziano e in asturiano, Garcia, in catalano e in portoghese, Gartzia, in basco e Garzia, in aragonese; prima metà del IX secolo – 885 circa), fu co-regnante di Pamplona dall'850 all'882, mentre secondo la Gran enciclopedia catalana fu reggente del regno do Pamplona dall'870 all'882.

## Origine
Garcia era figlio di Jimeno I Garcés (discendente di Íñigo Jiménez Arista) e della moglie, di cui non si conoscono né il nome né gli ascendenti.

Secondo il codice di Roda era figlio di Jimeno ed era fratello di Iñigo I; anche En los albores del reino¿dinastía Iñiga?,¿dinastía Jimena? tratta la questione accettando che Íñigo e Garcia furono fratelli.

## Biografia

Il regno di Pamplona (regno di Navarra), nel IX secolo.

Negli ultimi anni di regno, il re do Pamplona, Iñigo I, fu colpito da paralisi, e, nella conduzione del regno, fu affiancato dal figlio García, e dal presunto fratello, García.
Secondo il Chronicon Fontanellensis Fragmentum, nell'851 Íñigo I e García, citati come duchi di Navarra inviarono al re dei Franchi occidentali e re d'Aquitania, Carlo il Calvo, ambasciatori con doni di pace.
Ancora secondo il Codice di Roda, Garcia II, in quel periodo, aveva sposato Oneca Rebele di Sangüesa e poi, verso l'864, sposò in seconde nozze, Dadildis di Pallars, sorella del Conte di Ribagorza e di Pallars, Raimondo I, nipote del conte di Tolosa, Raimondo I.
Garcia difese il territorio dagli attacchi dei Mori di al-Andalus e dei musulmani della penisola iberica, sino alla sconfitta nella battaglia di Lumbier, nell'882, combattendo l'emiro di Cordova, Muḥammad I ibn ʿAbd al-Raḥmān, in cui morì il re di Pamplona, García I Íñiguez.

Mentre sul trono di Pamplona a Garcia I succedette il figlio Fortunato, già associato al trono dall'876, a Garcia succedette il figlio Íñigo, che fu co-regnante di Fortunato Garcés, che da poco era stato liberato dall'emiro di al-Andalus, Muḥammad I, dopo circa 20 anni di prigionia, come riporta lo storico medievalista navarro, José María Lacarra, nel suo Historia del Reino de Navarra en la Edad Media.
Garcia II morì dopo pochi anni, nell'885 circa.

## Discendenza
García dai due matrimoni ebbe quattro figli, che, secondo la Foundation for Medieval Genealogy, due figli li ebbe da Oneca Rebele di Sangüesa:
- Íñigo di Pamplona[4], (ca. 860- dopo 933), co-regnante (882-905).
- Sancha (ca. 862- dopo il 910), che secondo il codice di Roda sposò, in prime nozze, Íñigo Fortúnez, figlio del re di Pamplona, Fortunato, e poi, dopo il 905, divenne contessa consorte di Aragona sposando Galindo III Aznárez[13].

Anche dalla seconda moglie Dadildis de Pallars ebbe due figli:
- Sancho (ca. 865-925), re di Navarra[14] dal 905 al 925.
- Jimeno[15] (ca. 870-931), co-regnante del fratello sul regno di Navarra dal 905 al 925 e poi reggente (ma in effetti vero re) per conto del nipote, García I Sánchez, sino alla sua morte.

## Ascendenza
|                       |   |        | Genitori |  |  | Nonni |  |  | Bisnonni           |  |  | Trisnonni             |  |
|                       |   |        |          |  |  |       |  |  | Semen di Guascogna |  |  | Adelrico di Guascogna |  |
|                       |   |        |          |  |  |       |  |  | Semen di Guascogna |  |  | Adelrico di Guascogna |  |
|                       |   | …      |          |  |  |       |  |  | Semen di Guascogna |  |  |                       |  |
| Garcia I di Guascogna |   |        |          |  |  |       |  |  | Semen di Guascogna |  |  |                       |  |
|                       |   | Onneca | …        |  |  |       |  |  |                    |  |  |                       |  |
|                       |   | Onneca | …        |  |  |       |  |  |                    |  |  |                       |  |
|                       |   | Onneca | …        |  |  |       |  |  |                    |  |  |                       |  |
| Jimeno I Garcés       |   | Onneca |          |  |  |       |  |  |                    |  |  |                       |  |
|                       |   | …      | …        |  |  |       |  |  |                    |  |  |                       |  |
|                       |   | …      | …        |  |  |       |  |  |                    |  |  |                       |  |
|                       |   | …      | …        |  |  |       |  |  |                    |  |  |                       |  |
| …                     |   | …      |          |  |  |       |  |  |                    |  |  |                       |  |
|                       |   | …      | …        |  |  |       |  |  |                    |  |  |                       |  |
|                       |   | …      | …        |  |  |       |  |  |                    |  |  |                       |  |
|                       |   | …      | …        |  |  |       |  |  |                    |  |  |                       |  |
| García II Jiménez     |   | …      |          |  |  |       |  |  |                    |  |  |                       |  |
|                       | … | …      |          |  |  |       |  |  |                    |  |  |                       |  |
|                       | … | …      |          |  |  |       |  |  |                    |  |  |                       |  |
|                       | … | …      |          |  |  |       |  |  |                    |  |  |                       |  |
| …                     | … |        |          |  |  |       |  |  |                    |  |  |                       |  |
|                       |   | …      | …        |  |  |       |  |  |                    |  |  |                       |  |
|                       |   | …      | …        |  |  |       |  |  |                    |  |  |                       |  |
|                       |   | …      | …        |  |  |       |  |  |                    |  |  |                       |  |
| …                     |   | …      |          |  |  |       |  |  |                    |  |  |                       |  |
|                       |   | …      | …        |  |  |       |  |  |                    |  |  |                       |  |
|                       |   | …      | …        |  |  |       |  |  |                    |  |  |                       |  |
|                       |   | …      | …        |  |  |       |  |  |                    |  |  |                       |  |
| …                     |   | …      |          |  |  |       |  |  |                    |  |  |                       |  |
|                       |   | …      | …        |  |  |       |  |  |                    |  |  |                       |  |
|                       |   | …      | …        |  |  |       |  |  |                    |  |  |                       |  |
|                       |   | …      | …        |  |  |       |  |  |                    |  |  |                       |  |
|                       |   | …      |          |  |  |       |  |  |                    |  |  |                       |  |

### Fonti primarie
- (LA)  Textos navarros del Códice de Roda Archiviato il 31 gennaio 2021 in Internet Archive..
- (ES)  CRONICA DE SAN JUAN DE LA PEÑA.
- (LA)  Rerum Gallicarum et Francicarum Scriptires, tomus VII.

### Letteratura storiografica
- (ES)  #ES En los albores del reino¿dinastía Iñiga?,¿dinastía Jimena?.
- (FR)  #ES La Vasconie.
- (ES)  #ES Historia del Reino de Navarra en la Edad Media.